# Douglas Engelbart
Douglas C. Engelbart (Portland, 30 de janeiro de 1925 – Atherton, 2 de julho de 2013) foi um informático estadunidense.
É conhecido por ter inventado o mouse de computador (juntamente com Bill English); por ser um pioneiro na interação entre humanos e computadores, cuja equipe desenvolveu o hipertexto, computadores em rede e os precursores de interfaces gráficas; e por estar comprometido e defender o uso de computadores e redes para ajudar a solucionar os cada vez mais complexos e urgentes crescentes problemas do mundo atual.
A história começa em 1945, quando aguardava a dispensa do serviço militar num hospital da Cruz Vermelha nas Filipinas, e deparou-se com um artigo de uma revista que o fascinou: intitulava-se "As we may think" (Como poderemos pensar), da autoria de Vannevar Bush, e discutia o futuro emprego das máquinas como complemento do intelecto humano.
Este artigo, juntamente a experiência adquirida futuramente como técnico de radar, moldaria visivelmente a forma como Engelbart viria a imaginar os computadores, e a forma como estes deveriam mostrar a informação.
Engelbart, não tinha qualquer interesse pela carreira militar, porém interessava-se bastante por radares, que naquele momento era uma das novas tecnologias militares. Quando já estava cursando o primeiro ano de Universidade, ele submeteu-se a um teste da Marinha dos Estados Unidos. Ainda assim, Engelbart passou no teste e foi aceito num programa de formação com um ano de duração.
Ele veio a concluir o bacharelado em engenharia eletrônica pela Universidade Estadual de Oregon em 1948.
Após a graduação, conseguiu um emprego no laboratório aeronáutico de Ames (Ames Aeronautical Laboratory), em Mountain View, Califórnia, como engenheiro eletrônico.
Naquela altura, ele começou a se preocupar com o processo do pensamento humano e com as ferramentas que os humanos utilizam para o ajudar - teve aqui início o desenvolvimento do que viria a chamar de "Teoria de aumento" (theory of augmentation), que previa o incremento do intelecto humano através de máquinas responsáveis pela parte "mecânica" do pensamento e compartilhamento de ideias.
Naquela época existiam muito poucos computadores no país e a única forma de operá-los era recorrer ao uso de cartões perfurados, porem Engelbart já imaginava que a relação Homem - máquina poderia ser muito facilitada através do desenvolvimento de ferramentas que permitissem a melhora desse relacionamento. Contudo, precisou de quase 10 anos para encontrar alguém que levasse a sério as suas ideias.
Em 1951, Engelbart decidiu entrar mais a fundo no mundo dos computadores, e deixou Ames para ingressar na Universidade de Berkeley, na Califórnia, que na altura conduzia um projeto de construção de um computador digital para utilização generalizada.
Embora só tenha tocado num computador em 1953, e não tenha conseguido convencer nenhum dos seus colegas a investigar as suas ideias, Engelbart obteve o doutoramento em engenharia eletrónica com especialização na vertente de computadores em 1955, e permaneceu mais um ano na universidade lecionando como professor.
Esperando desenvolver algumas das patentes obtidas ao longo do seu trabalho de doutoramento, para que assim conseguisse obter financiamento para as suas pesquisas, Engelbart começou um pequeno negócio, que encerrou em 1957 ao aperceber-se de que a indústria de semicondutores iria deitar por terra muitas das suas pesquisas anteriores.
Foi então trabalhar para no Stanford Research Institute, em Menlo Park, Califórnia, onde conseguiu persuadir a direção a aplicar uma parte do orçamento destinado a investigação e desenvolvimento nos seus esforços.
O lançamento da nave espacial russa Sputnik 1, em 1957, acabou também por contribuir para o desenvolvimento das ideias de Engelbart, pois ao ver a sua superioridade tecnológica ameaçada, o governo dos EUA criou a ARPA (Advanced Research Projects Agency), um projeto destinado a financiar novos projetos de investigação científica que pudessem ajudar o país a recuperar o seu tradicional avanço e poderio.
Assim, em 1963, a ARPA destinou a Engelbart o financiamento necessário para que este construísse um laboratório onde pudesse levar a tecnologia dos computadores a uma nova etapa. O cientista deu-lhe o nome de Augmentation Research Center, e aí criou o On-Line system (NLS), o primeiro ambiente integrado para processamento de ideias. O sistema utilizava várias ferramentas novas, (que hoje em dia são consideradas corriqueiras), como o mouse para seleção no monitor, a teleconferência em monitores partilhados, as ligações por hipertexto, o processador de texto, e-mail, os sistemas de ajuda online e um ambiente de janelas.
Em 9 de dezembro de 1968 Engelbart e o seu grupo demonstraram o equipamento na "Fall Joint Computer Conference", em San Francisco, operando diante de uma vasta audiência acessórios como um teclado, um mouse e um microfone, colocado na cabeça.
Foi o primeiro modelo funcional do que seriam os computadores do futuro.
No principio da década de 1970, a ARPA decidiu cancelar o financiamento, e o Augmentation Center acabou por fechar as portas em 1977.
Muitos dos membros da equipe foram então trabalhar para o Palo Alto Research Center, um novo centro de pesquisas construído pela Xerox Corporation, e foi aí que as criações de Engelbart, melhoradas, foram usadas para integrar o primeiro computador pessoal, o Alto.
Engelbart, contudo, foi trabalhar para a Tymshare, Inc., empresa que tinha adquirido o sistema de teleconferência que ele demonstrara em San Francisco, em 1968, e aí permaneceu mesmo após a companhia ser adquirida pela McDonnell Douglas Corporation, em 1989.
Entretanto, trabalhou para a Universidade de Stanford, onde dirigiu o Boostrap Project cujo objectivo era o de levar os fabricantes, vendedores e utilizadores de computadores a trabalharem juntos na tecnologia requerida pelo mundo em constante mudança que partilham.
Em 1990, fundou o Bootstrap Institute, em Palo Alto, na Califórnia, onde trabalhou como diretor.